# سیارک ۳۶۴۴
سیارک ۳۶۴۴ (به انگلیسی: 3644 Kojitaku، نامگذاری:1931TW) سه هزار و ششصد و چهل و چهارمین سیارک کشف شده‌است که در ۵ اکتبر ۱۹۳۱ و در هایدلبرگ کشف شد.
قدر مطلق سیارک برابر ۱۳٫۲۰ است.